# Eenkleurige mierklauwier
De eenkleurige mierklauwier (Thamnophilus unicolor) is een zangvogel uit de familie Thamnophilidae (miervogels).

## Verspreiding en leefgebied
Deze soort komt voor van Colombia tot Peru en telt drie ondersoorten:
- T. u. unicolor: westelijk Ecuador.
- T. u. grandior: Colombia, oostelijk Ecuador en noordelijk Peru.
- T. u. caudatus: van noordelijk-centraal tot zuidelijk-centraal Peru.

## Status
De grootte van de populatie is niet gekwantificeerd maar de soort wordt omschreven als vrij algemeen. Op de Rode lijst van de IUCN heeft deze soort de status niet bedreigd.